# ستانلي ك. ويلسون
ستانلي ك. ويلسون (بالإنجليزية: Stanley C. Wilson)‏ هو محامي وقاضي وسياسي أمريكي، ولد في 10 سبتمبر 1879 في الولايات المتحدة، وتوفي في 5 أكتوبر 1967 في نفس البلد. حزبياً، نشط في الحزب الجمهوري. وقد انتخب عضو مجلس نواب فيرمونت وانتخب حاكم فيرمونت ‏ (8 يناير 1931 – 10 يناير 1935).